# Stowasser János
Stowasser János (Graslitz, Csehország, 1846. május 21.– Budapest, 1923. február 9.) hangszergyáros, császár és királyi udvar szállító, az "Első magyar hangszergyár Stowasser" alapítója. A javított Ócskái- és Rákóczi-tárogatók feltalálója.

## Életpályája

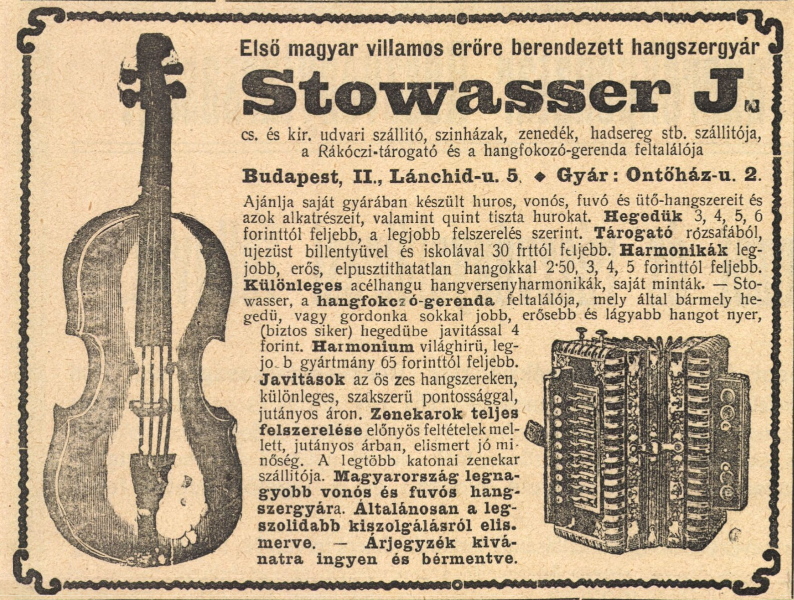
A Stowasser János féle első magyar hangszergyár újság reklámja 1909-ből

A római katolikus csehországi származású nagypolgári Stowasser család sarja. Egészen fiatal kora óta, Graslitzban, atyja üzletében művelte ki magát a hangszeripar különféle technikai ágaiban. Az eredetileg csehországi hangszergyárat 1770-ben Stowasser Henrik és Pál alapította. Őket követte Stowasser Vencel és az idősebb Stowasser János, aki majd Magyarországon hozta létre a saját gyárát.
Hosszabb vándorlásai után, alig 21 évesen, 1867-ben, az egyik rokona, Stowasser Ferenc, meghívására Budán telepedett le. Új hazájában gazdag szakismereteivel a rokona hangszergyártó üzletét igen tekintélyes színvonalra emelte, majd 1873-ban átvette. A műhely rövid időn belül hangszergyárrá bővült a Lánchíd utca 5. szám alatt levő üzem, amely a budai várnál, a Lánchíd mellett helyezkedett el; ez volt Magyarország első hangszergyára. A tehetséges Stowasser János rendkívül magas szintre vitte az üzletet úgy, hogy a katonai zenekarok legkeresettebb szállítója lett és utóbb a császári és királyi udvari hangszergyárosi címmel is kitüntették.
Üzlete legfőképpen a réz- és fafúvóhangszerek előállítása terén szerzett magának érdemeket. Az ő találmánya az "echo-szárnytrombita", amely minden katonai zenekarban mint dallamos magán hangszer nagy szerepet játszik. A Stowasser-cég a legutóbbi ezredéves országos kiállítás alkalmával is feltűnt versenyen kívüli előkelő kiállításával, ahol az állami aranyérmet kapta. Öreg korára Stowasser János mindig személyesen vezette üzletét, úgy hogy abból csak az ő szakértő bírálatának megfelelő hangszer jutott a megrendelő kezébe. 1910-ben ifj. Stowasser János vette át a nagy múltú cég vezetését.
1923-ban bekövetkezett halála után a gyár tulajdona legidősebb fiára, ifj. Stowasser János (1874–1937) hangszergyárosra szállt. Az üzem a második világháború alatt zárta be kapuit.

## Házassága és gyermekei
Felesége, Klauber Jozefa (Buda, 1853. március 23. –Budapest, 1911. szeptember 29.), Klauber János, tabáni molnármester és Lenz Anna leánya volt, akitől több gyermeke született Budapesten, azonban egyetlen egy érte el a felnőttkort és átvette az atyja hangszergyárát:
- ifjabb Stowasser János Vencel (Budapest, 1874. november 17.–Budapest, 1937. április 6.), hangszergyáros.[10]  Felesége Zaratin Frida (Budapest, 1875. június 20.–Budapest, 1929. november 1.).[11][12]
- Stowasser Hugó (Budapest, 1876. október 22.-Alsóvíziváros, Budapest, 1892. április 18.)
- Stowasser Ernő Ferenc (Budapest, 1882. április 2. – Budapest, 1901. január 17.).[13][14]